# متلازمة سيكل
متلازمة سيكل أو قزم أساسي صغير الرأس (المعروف أيضًا باسم القزامة مع رأس طير ومتلازمة هاربر وفيركو-قزامة سيكل وقزم سيكل الطيري الرأس أو قزامة سيكل الطيرية الرأس ) هو اضطراب خلقي تقزمي نادر جدًا. نمط الوراثة جسميٌّ متنحٍّ. تتميز هذه المتلازمة بتقييد النمو داخل الرحم والتقزم بعد الولادة مع رأس صغير ووجه ضيق يُشبه وجه الطائر مع أنف يشبه المنقار وعينين كبيرتين مع شقوق جفنية مائلة للأسفل  وفك سفلي مُتضائل وإعاقة ذهنية.

## الأعراض والعلامات
تشمل الأعراض ما يلي:
- الإعاقة الذهنية (أكثر من نصف المرضى لديهم معدل ذكاء أقل من 50)
- صغر الرأس
- في بعض الأحيان قلة الكريات الشاملة (انخفاض عدد خلايا الدم)
- عدم وجود الخصية عند الذكور
- انخفاض الوزن عند الولادة
- خلع الحوض والكوع
- عيون كبيرة بشكل غير عادي
- العمى أو ضعف البصر
- أذنان كبيرتان ومنخفضتان
- ذقن صغير بسبب تضاؤل الفك السفلي

## علم الوراثة
يُعتقد أن هذا المرض ناتج عن عيوب في جينات الكروموسومين 3 و18. إحدى أشكال متلازمة سيكل يمكن أن تكون ناتجة عن طفرة في الجين المسؤول عن بروتين رَنَح تَوَسُّع الشُّعَيرات والبروتين المرتبط ريد 3 (ATR) الذي يرسم خريطة للكروموسوم 3 في المنطقة 3q22.1–q24. هذا الجين يلعب دورًا مركزيًا في استجابة الخلية للأضرار التي تصيب الحمض النووي وإصلاحها.
| يكتب           | أوميم                                                | جين                 | الموضع    |
| -------------- | ---------------------------------------------------- | ------------------- | --------- |
| إس كيه كي إل 1 | الوراثة المندلية البشرية عبر الإنترنت (OMIM): 210600 | معدل الانحدار الخطي | 3س22–س24  |
| إس كيه كي إل 2 | الوراثة المندلية البشرية عبر الإنترنت (OMIM): 606744 | ؟                   | 18ص11-س11 |
| إس سي كي إل 3  | الوراثة المندلية البشرية عبر الإنترنت (OMIM): 608664 | ؟                   | 14ق       |
| إس سي كي إل 4  | الوراثة المندلية البشرية عبر الإنترنت (OMIM): 613676 | سينبج               | 13q12     |

## التاريخ
سُمِّيت هذه المتلازمة على اسم الطبيب الألماني الأميركي هلموت بول جورج سيكل (1900-1960).  أُطلق اسم متلازمة هاربر على طبيبة الأطفال ريتا جي. هاربر.

## الروابط الخارجية
- Seckel's syndrome على قاموس من سمى هذا؟